# Donja Stubica
Donja Stubica è una città della Croazia, nella regione di Krapina e dello Zagorje.

## Amministrazione

### Gemellaggi
- Rodgau, Germania, dal 2002

## Società

### Evoluzione demografica
Abitanti censiti